# Раунд Рок (Аризона)
Раунд Рок (енгл. Round Rock) насељено је место без административног статуса у америчкој савезној држави Аризона.

## Демографија
По попису из 2010. године број становника је 789, што је 188 (31,3%) становника више него 2000. године.
| Група             | 2000.    | 2010.     |
| Белци             | 1 (0,2%) | 1 (0,1%)  |
| Афроамериканци    | 0 (0,0%) | 0 (0,0%)  |
| Азијати           | 0 (0,0%) | 0 (0,0%)  |
| Хиспаноамериканци | 1 (0,2%) | 11 (1,4%) |
| Укупно            | 601      | 789       |